# 阿瑟·特纳
阿瑟·特纳（Arthur Turner）是诺里奇城的前任足球主教練。
特纳是诺里奇城的第三任主教練，在1909年至1910年在任期間負責86場比賽，錄得27勝、37負及22和的成績。